# Bohdanowo (rejon brasławski)
Bohdanowo (biał. Багданова; ros. Богданово) – wieś na Białorusi, w obwodzie witebskim, w rejonie brasławskim, w sielsowiecie Dalekie.
Dawniej kolonia.

## Historia
W dwudziestoleciu międzywojennym kolonia leżała w Polsce, w województwie nowogródzkim (od 1926 w województwie wileńskim), w powiecie dziśnieńskim (od 1926 w powiecie brasławskim), w gminie Bohiń.
Według Powszechnego Spisu Ludności z 1921 roku ówczesny folwark zamieszkiwały 24 osoby, 19 było wyznania rzymskokatolickiego, a 5 prawosławnego. Jednocześnie 14 mieszkańców zadeklarowało polską przynależność narodową, a 10 białoruską. Były tu 4 budynki mieszkalne. W 1931 w 4 domach zamieszkiwało 20 osób.
Miejscowość należała do parafii rzymskokatolickiej w m. Zamosze i prawosławnej w Bohiniu. Podlegała pod Sąd Grodzki w Opsie i Okręgowy w Wilnie; właściwy urząd pocztowy mieścił się w Bohiniu.
W wyniku napaści ZSRR na Polskę we wrześniu 1939 miejscowość znalazła się pod okupacją sowiecką. Od czerwca 1941 roku pod okupacją niemiecką. W 1944 miejscowość została ponownie zajęta przez wojska sowieckie i włączona do Białoruskiej SRR.
Od 1991 w składzie niepodległej Białorusi.